# Jean Stock
Jean Stock (Sarrebourg, Mosela, 26 de Agosto de 1948), é uma personalidade francesa do audiovisual.
Efectuou a primeira parte da sua carreira no grupo RTL nomeadamente como jornalista para RTL (rádio) e em seguida para RTL Televisão, onde foi o inventor de emissão La Bonne Franquette das quais o apresentador também era o director (o que foi uma estreia na Europa) e também Léo contre tous, o primeiro jogo interactivo onde o computador fazia a sua entrada nos jogos emitidos por televisão.
Contribuiu para a criação de M6 como director dos programas de M6 de 1987 para 1989. É também o inventor do jornal emitido por televisão da cadeia, o Six' (6 minutes).
Assumiu seguidamente, de 1997 para 1998 as funções de director do audiovisual do grupo Havas, membro do Comité de direction de Havas, e em seguida de 1998 a 2001 foi presidente de TV5 Monde e de Canal France International.
De 2001 para 2004, foi secretário-geral da União Europeia de rádio-televisão (EBU-UER).
Jean Stock preside actualmente Luxe TV, a cadeia em HDTV que é dirigida pelo seu filho Jean-Baptiste Stock.